# Trocantèrids
Els trocantèrids (Trochanteriidae) són una família d'aranyes araneomorfes descrita per F. Karsch el 1879.
Molts gèneres són endèmics d'Austràlia. Doliomalus ho és de Xile, i Trochanteria es troba a l'Argentina, el Paraguai i el Brasil. Olin és pròpia de Sulawesi i de l'Illa Christmas. Les espècies de Plator viuen a la Xina, l'Índia, Corea i Japó. Les de Platyoides es troben a l'Àfrica meridional, Madagascar i les Illes Canàries. Una espècie, Platyoides walteri, va ser introduïda a Austràlia.
El 2018, d'acord amb Azevedo et al, els membres de la subfamília Hemicloeinae (gèneres Hemicloea i Vectius) van ser transferides des dels gnafòsids (Gnaphosidae) als trocantèrids.

## Sistemàtica
Segons el World Spider Catalog amb data de 20 de gener de 2019, aquesta família té reconeguts 21 gèneres i 167 espècies de les quals 26 pertanyen al gènere Desognaphosa. El creixement dels darrers anys és rellevant, ja que el 27 de novembre de 2006 hi havia reconeguts 18 gèneres i 149 espècies. Els 21 gèneres són:
- Boolathana Platnick, 2002 (Austràlia)
- Desognanops Platnick, 2008
- Desognaphosa Platnick, 2002 (Austràlia)
- Doliomalus Simon, 1897 (Xile)
- Fissarena Henschel, Davies & Dickman, 1995 (Austràlia)
- Hemicloea Thorell, 1870
- Hemicloeina Simon, 1893 (Austràlia)
- Longrita Platnick, 2002 (Austràlia)
- Morebilus Platnick, 2002 (Austràlia)
- Olin Deeleman-Reinhold, 2001 (Cèlebes, Illa Christmas)
- Plator Simon, 1880 (Xina, Índia, Corea, Japó)
- Platorish Platnick, 2002 (Austràlia)
- Platyoides O. P-Cambridge, 1890 (Àfrica, Madagascar)
- Pyrnus Simon, 1880 (Austràlia, Nova Caledònia)
- Rebilus Simon, 1880 (Austràlia)
- Tinytrema Platnick, 2002 (Austràlia)
- Trachycosmus Simon, 1893 (Austràlia)
- Trachyspina Platnick, 2002 (Austràlia)
- Trachytrema Simon, 1909 (Austràlia)
- Trochanteria Karsch, 1878 (Sud-amèrica)
- Vectius Simon, 1897

### Fòssils
Segons el World Spider Catalog versió 19.0 (2018), existeixen els següents gèneres fòssils:
- †Eotrochanteria Wunderlich, 2004
- †Sosybius C. L. Koch & Berendt, 1854
- †Thereola Petrunkevitch, 1955
- †Trochanteridromulus Wunderlich, 2004
- †Trochanteridromus Wunderlich, 2004
- †Veterator Petrunkevitch, 1963

### Superfamília
Els trocantèrids havien format part dels gnafosoïdeus (Gnaphosoidea), una superfamília formada per set famílies entre les quals cal destacar pel seu nombre d'espècies els gnafòsids (1.975) i els prodidòmids (299). Les aranyes, tradicionalment, havien estat classificades en famílies que van ser agrupades en superfamílies. Quan es van aplicar anàlisis més rigorosos, com la cladística, es va fer evident que la major part de les principals agrupacions utilitzades durant el segle XX no eren compatibles amb les noves dades. Actualment, els llistats d'aranyes, com ara el World Spider Catalog, ja ignoren la classificació de superfamílies.